# 라 모랄레하역
라 모랄레하 역(스페인어: La Moraleja)은 마드리드 지하철 10호선의 역이다. 마드리드 지방 알코벤다스의 라모랄레이아 업무지구에 있는 브루셀라스 대로에 위치해 있다. 다만 번화가 자체는 역에서 좀 떨어져 있다. 요금구역상으로는 B1구역에 속한다.

## 역사
2007년 4월 26일 10호선 북부 연장구간인 메트로노르테 (MetroNorte)의 개통과 함께 문을 열었다.
원래 계획에서는 주변 도로 이름을 따서 '아베니다 데 브루셀라스'란 역명이었으나 나중에 '라 모랄레하 역'으로 확정되었다. 하지만 해당 구역이 역에서 1km 떨어져 있어 연관성이 부족하다는 논란이 제기되기도 했다.

## 환승 정보
역 주변에 버스 정류장이 세 곳 있다.
버스
- 알코벤다스 시내버스
  - 1, 2, 3, 5, 9, 10, 11번 버스 (주간)
- 시외버스
  - 159번 버스 (주간)
  - N101, N102번 버스 (야간)

지하철
| 마드리드 지하철                                | 마드리드 지하철        | 마드리드 지하철            |
| ---------------------------------------------- | ---------------------- | -------------------------- |
| 마르케스 데 라 발다비아 오스피탈 인판타 소피아 | 마드리드 지하철 10호선 | 라 그랑하 푸에르타 델 수르 |